# Overlund
Overlund er en forstad øst for Viborg centrum. Ligger centralt i forhold til Viborg centrum og Mercantec (Viborg Handelsskole), der ligger ned til Søndersø. I Overlund ligger også Hedeselskabet, Asmild Kirke og Gymnastikhøjskolen. Overlund grænser op til Houlkær forstaden i den nordlige del af området. I grænsen op til Houlkær området, ligger også Overlund bydelscenter med en masse forskellige butikker. Via Overlund går vejen også til landsbyen Tapdrup, som ligger 6 kilometer fra Viborg centrum og 2 kilometer fra udkanten af Viborg by. Ved Tapdrup ligger Nørreådalen.
|  | Denne artikel om lokaliteten Overlund kan blive bedre, hvis der indsættes et (bedre) billede. Du kan hjælpe ved at afsøge Wikimedia Commons for et passende billede eller lægge et op på Wikimedia Commons med en af de tilladte licenser og indsætte det i artiklen. |

56°26′54.76″N 9°26′37.6″Ø / 56.4485444°N 9.443778°Ø